# Don Knotts
Pour les articles homonymes, voir Knott.

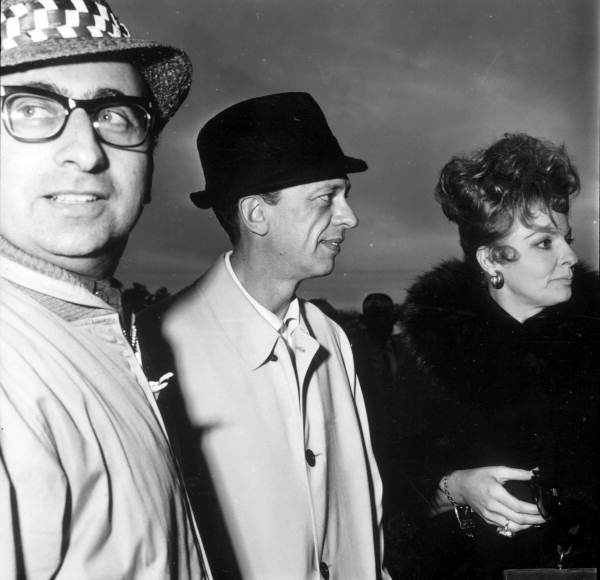
Première de The Incredible Mr. Limpet (1964) :
Don Knotts (au centre) et Carole Cook (à droite).

Jesse Donald "Don" Knotts est un acteur et scénariste américain, né le 21 juillet 1924 à Morgantown (Virginie-Occidentale) et mort le 24 février 2006 au Cedars-Sinai Medical Center de Beverly Hills.

## Biographie
De 1975 à 1980, il est sous contrat avec les studios Disney.

## Filmographie

### Comme acteur
- 1951 : C'est déjà demain ("Search for Tomorrow") (série TV) : Wilbur Peterson (1953-1955)
- 1956 : The Steve Allen Show (en) (série TV) : M.. Morrsion
- 1958 : Deux Farfelus au régiment (No Time for Sergeants) : Cpl. John C. Brown (Dexterity)
- 1960 : L'Île des sans soucis (Wake Me When It's Over) : Sgt. Warren
- 1961 : The Last Time I Saw Archie (en) : Capt. Harry Little
- 1961 : The New Steve Allen Show (série TV) : Regular
- 1963 : Un monde fou, fou, fou, fou (It's a Mad Mad Mad Mad World) de Stanley Kramer : Nervous Motorist
- 1963 : Pousse-toi, chérie (Move Over, Darling) : Shoe clerk
- 1964 : The Incredible Mr. Limpet : Henry Limpet
- 1966 : The Ghost and Mr. Chicken (en) : Luther Heggs
- 1967 : The Reluctant Astronaut (en) : Roy Fleming
- 1968 : The Shakiest Gun in the West : Dr Jesse W. Heywood
- 1969 : The Love God? (en) : Abner Audubon Peacock IV
- 1970 : The Don Knotts Show (en) (série TV) : Host
- 1971 : How to Frame a Figg (en) : Hollis Alexander Figg
- 1972 : The Man Who Came to Dinner (TV) : Dr Bradley
- 1973 : I Love a Mystery (en) (TV) : Alexander Archer
- 1975 : Le Gang des chaussons aux pommes (The Apple Dumpling Gang)c : Gangster Theodore Ogelvie
- 1975 : Laugh Back (série TV) : Various
- 1976 : La Folle Escapade (No Deposit, No Return) : Bert Delaney
- 1976 : Gus : Coach Venner
- 1977 : La Coccinelle à Monte-Carlo (Herbie Goes to Monte Carlo) : Wheely Applegate
- 1978 : Tête brûlée et pied tendre (Hot Lead and Cold Feet) de Robert Butler : Sheriff Denver Kid
- 1979 : Le Retour du gang des chaussons aux pommes (The Apple Dumpling Gang Rides Again) de Vincent McEveety : Theodore Olevie
- 1979 : The Prize Fighter (en) : Shake
- 1981 : Deux Débiles chez le fantôme (The Private Eyes) : Inspector Winship
- 1984 : Cannon Ball 2 (Cannonball Run II) : CHP Officer
- 1985 : The Little Troll Prince (TV) : Professor Nidaros (voix)
- 1986 : Return to Mayberry (en) (TV) : Barney Fife
- 1987 : Pinocchio et l'Empereur de la Nuit (Pinocchio and the Emperor of the Night) : Gee Willikers (voix)
- 1986 : What a Country (en) (série TV) : Principal F. Jerry 'Bud' McPherson (1987)
- 1991 : Timmy's Gift: Precious Moments Christmas (TV) : Titus (voix)
- 1996 : Le Souffre-douleur (Big Bully) : Principal Kokelar
- 1997 : Danny, le chat superstar (Cats Don't Dance) : T.W. Turtle (voix)
- 1998 : Pleasantville de Gary Ross : TV Repairman
- 1999 : Jingle Bells (TV) : Kris (voix)
- 2000 : Tom Sawyer (vidéo) : Mutt Potter (voix)
- 2000 : Les Quintuplés (Quints) (TV) : Gov. Healy
- 2003 : Hermie: A Common Caterpillar (TV) : Wormie
- 2004 : Hermie & Friends (TV) : Wormie
- 2004 : Hermie & Friends: Flo the Lyin' Fly (vidéo) : Wormie (voix)
- 2004 : Hermie & Friends: Webster the Scaredy Spider (vidéo) : Wormie (voix)
- 2005 : Hermie & Friends: Buzby, the Misbehaving Bee (vidéo) : Wormie (voix)
- 2005 : The 3rd Annual TV Land Awards : Paul Young ("Desperate Classic Housewives" skit
- 2005 : Hermie & Friends: A Fruitcake Christmas (vidéo) : Wormie (voix)
- 2005 : Chicken Little : Mayor Turkey Lurkey (voix)
- 2005 : That 70's Show : Le propriétaire (saison 8, épisode 5)